# Азербайджан и ООН

Флаг Азербайджана

Азербайджан был принят в Организацию Объединённых Наций в 1992 году, 2 марта на 46 пленарной сессии Генеральной Ассамблеи ООН. В этот же день государственный флаг Азербайджана был поднят перед штаб-квартирой ООН в Нью-Йорке. 6 мая 1992 года азербайджанская делегация начала работать в ООН. А в 1993 году в Азербайджане открылось представительство ООН.

Флаг Организации Объединённых Наций

## Вступление
18 октября 1991 года Азербайджан принял "Конституционный акт о государственной независимости Азербайджанской Республики" и этим восстановил свою государственную независимость. 29 октября 1991 года правительство Азербайджана обратилось в ООН с просьбой к государствам-членам рассмотреть вопрос о приеме Азербайджана в эту организацию  с учётом, что после восстановления независимости Азербайджан стремится к свободе, демократии и равноправию и желает содействовать укреплению международной безопасности и сотрудничества.
14 февраля 1992 года СБ ООН рассмотрел обращение и в ходе 82-го пленарного заседания рекомендовала Генеральной Ассамблее принять страну в члены организации. Таким образом, Генеральная Ассамблея постановила в своей резолюции 46/230 принять Азербайджанскую Республику в члены Организации Объединенных Наций и на 46 сессии Ассамблеи 2 марта 1992 года она была принята в ООН, а 6 мая того же года было открыто постоянное представительство Азербайджана при ООН.

## Членство в ООН
Членство в ООН помогло Азербайджану укрепить недавно восстановленную независимость и обращаться к международному обществу, в особенности Европе. Азербайджанская делегация с первого дня участия в ООН через платформу организации старалась привлечь внимание к армяно-азербайджанскому территориальному конфликту.
В офисе ООН в Женеве действует комната «Азербайджан». Комната была создана в 2007 году. Комната, как и страновые комнаты других стран, используется для проведения сессий, заседаний, встреч различного формата в ходе мероприятий ООН.

### 48 сессия Генеральной Ассамблеи

#### Резолюции
За 1993 год Совет Безопасности организации принял 4 резолюции по армяно-азербайджанскому конфликту и каждая из них была принята в результате захвата Нагорного Карабаха и 7 прилегающих районов Азербайджана. Это следующие резолюции, которые подтверждали территориальную неприкосновенность Азербайджана и требовали немедленного прекращения огня и военных действий, а также вывода оккупационных сил с территорий Азербайджанской Республики:
1. резолюция СБ ООН 822 от 30 апреля 1993 года после оккупации Кяльбаджара,[11]
2. резолюция СБ ООН 853 от 29 июля 1993 года по поводу оккупации Агдама,[12]
3. резолюция СБ ООН 874 от 14 октября 1993 года после оккупации Физулинского, Джебраильского, Кубадлинского районов[13] и
4. резолюция СБ ООН 884 от 12 ноября 1993 года по поводу оккупации Зангеланского района.[14][15]

В результате армянской оккупации в Азербайджане появились беженцы и вынужденные переселенцы. В 1993 году на пленарном заседании Генеральной Ассамблеи ООН была принята резолюция, которая предусматривала международную помощь беженцам и вынужденным переселенцам.

### 49 сессия Генеральной Ассамблеи
Президент Азербайджана Гейдар Алиев впервые принял участие на сессии Ген.Ассамблеи ООН в сентябре 1994 года, на 49 сессии. 29 сентября 1994 года президент в своем выступлении на сессии Генеральной Ассамблеи ООН описал политику Азербайджана по отношении к ООН:

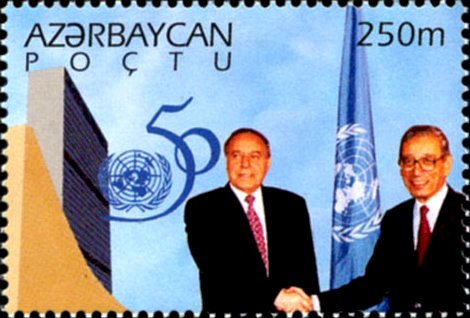
Почтовая марка/1995 в честь 50 годовщины ООН

"В целом Азербайджанская Республика оптимистически оценивает перспективы ООН на будущее, намерена и впредь отстаивать высокие принципы Организации Объединенных Наций, стремиться к повышению эффективности и авторитета организации." 
В октябре 1994 года Генеральный секретарь ООН Бутрос Бутрос-Гали совершил визит в Баку.

### 50 сессия Генеральной Ассамблеи
В октябре 1995 года, в связи с 50-летним юбилеем Организации  была проведена специальная торжественная сессия Генеральной Ассамблеи ООН, в котором принял участие и Гейдар Алиев.

### После 1995 года
В 1996 году на своём заседании Генеральная Ассамблея ООН приняла резолюции о сотрудничестве с ОБСЕ, в котором повторно заявила о своём поддержании территориальной целостности Азербайджана.
28 июля 1997 года Гейдар Алиев совершил официальный визит в США, основной целью которого была встреча с новым Генеральным секретарем ООН Кофи Аннаном. В тот же день на встрече с постоянными представителями государств-членов Совета Безопасности ООН и 29 июля на встрече с представителями-послами, аккредитованными в ООН государств мира президент Азербайджана в своей речи рассказал участникам встречи об Азербайджане, о проблемах с которыми страна сталкивается и об армяно-азербайджанском конфликте Нагорного Карабаха.
В 1996 году Азербайджан подписал и присоединился к конвенции ООН 1984 года "Против пыток и других жестоких, бесчеловечных или унижающих достоинство видов обращения и наказания".
В 1998 году в честь 50-летия Всемирной хартии прав человека ООН в Азербайджане президентотменил смертную казнь и цензуру над прессой.

### XXI век
В сентябре 2000 года прошел Саммит тысячелетия ООН, где Гейдар Алиев принял участие и выступил с речью, упомянув положение, сложившееся в Азербайджане как результат армяно-азербайджанского конфликта Нагорного Карабаха. В своей речи он также подчеркнул необходимость проведения реформ в ООН, которые в последнее время стали основной темой дискуссий.
В 2001 году, после происшествий 11 сентября Азербайджан присоединился к антитеррористическим мерам ООН. Азербайджан осуществляла тесное сотрудничество с Комитетом ООН по борьбе с терроризмом и Санкционным комитетом по Афганистану. В октябре того же года Азербайджан участвовал в антитеррористических операциях в Афганистане и отправил военную помощь международным вооруженным силам по охране безопасности в Афганистане.
В октябре того же года Азербайджан присоединилась к Конвенции ООН по предотвращению финансирования терроризма.
В мае следующего года Гейдар Алиев подписал распоряжение об осуществлении резолюций Генеральной Ассамблеи ООН 1368 (Угрозы международному миру и безопасности, создаваемые актами терроризма), 1373 (Угрозы международному миру и безопасности, создаваемые террористическими актами), 1377 (Угрозы международному миру и безопасности, создаваемые террористическими актами), которые направлены на борьбу с терроризмом.

В сентябре 2003 года будучи премьер-министром Азербайджана, Ильхам Алиев выступил на сессии Генеральной Ассамблеи ООН и отметил, что для увелиения силы и авторитета ООН реформы имеют важное значение.
"Теперь уже понятно, что существующие механизмы ООН не отвечают требованиям времени, и в связи с этим реформы в Организации Объединенных Наций превратились в важный вопрос. Есть необходимость в реформировании Генеральной Ассамблеи тоже, там тоже должны найти свое отражение как реалии сегодняшнего дня, таки полувековые реалии."
В апреле 2004 года глава Министерства Экономического Развития Азербайджана Фархад Алиев, резидент-координатор ООН Марко Борсотти, а также представители верховного комиссариата ООН по делам беженцев, ЮНИСЕФ и непродовольственной программы ООН подписали рамочное соглашение о помощи развитию Азербайджана на 2005-2009 годы.
В сентябре 2004 года, на 59 сессии Генеральной Ассамблеи ООН Ильхам Алиев ещё раз напомнил про 4 резолюции Совета Безопасности ООН по поводу армяно-азербайджанского конфликта Нагорного Карабаха, которые все ещё не выполнены.
14 марта 2008 года в ходе 62 сессии, на очередном заседании Генеральной Ассамблеи ООН обсуждался вопрос "О положении на оккупированных территориях Азербайджана". Постоянный представитель Азербайджана в ООН, который выступил в обсуждениях, рассказал об армяно-азербайджанском конфликте Нагорного Карабаха и призвал членов делегации поддержать проект резолюции, автором которой выступал Азербайджан. Проект резолюции состоял из 9 пунктов, в которых излагалась позиция Генеральной Ассамблеи ООН по армяно-азербайджанскому конфликту и в том же числе, поддерживалась территориальную целостность Азербайджанской Республики в пределах признанных на международном уровне границ. Также в резолюции требовалось полное и безоговорочное выведение армянских вооруженных сил с оккупированных территорий, создание необходимых условий для возвращения всех азербайджанцев - беженцев и вынужденных переселенцев, на свои земли. На голосовании, 39 стран проголосовали "за" резолюцию, 7 - "против" (в том числе США, Россия и Франция), а остальные 100 стран воздержались от голосования. В результате, Генеральная Ассамблея ООН приняла резолюцию "О положении на оккупированных территориях Азербайджана".

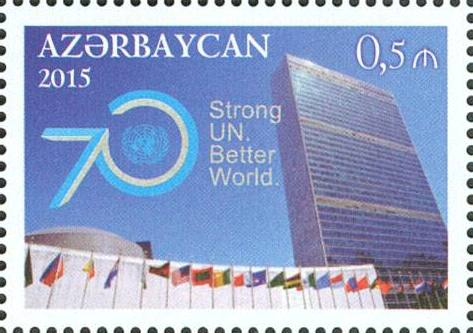
Почтовая марка Азербайджана (70 лет со дня создания ООН)

«Генеральная Ассамблея вновь заявляет, что ни одно государство не должно признавать законной ситуацию, сложившуюся в результате оккупации территорий Азербайджанской Республики, и не должно содействовать или способствовать сохранению этой ситуации», — говорится в принятом документе. 
Азербайджан в 2012-2013 гг. был членом Совета Безопасности ООН  и Экономического и в 2003-2005 гг. и с 2017 г. в течение последующего трехлетнего срока Социального Совета ООН. Кроме того в 2005-2006 гг. был членом Комиссии по правам человека, в 2006-2009 гг. - Совета по правам человека и других органов и структур организации.

### 70 сессия Генеральной Ассамблеи
С сентября 2015 года по сентябрь 2016 года в Нью-Йорке прошла 70-я юбилейная сессия Генеральной Ассамблеи ООН, где участвовал министр иностранных дел Азербайджана Эльмар Мамедъяров.
25 сентября Эльмар Мамедъяров в рамках 70-й сессии Генеральной Ассамблеи ООН встретился с сопредседателями Минской группы ОБСЕ - Игорь Попов (Россия), Джеймс Уорлик (США), Пьер Андриу (Франция). В ходе встречи стороны обсудили пути урегулирования армяно-азербайджанского конфликта.
В этот же день министр иностранных дел Азербайджана встретился с представителями Американского еврейского комитета во главе с исполнительным директором Дэвидом Алланом Харрисом.
В резолюции 71/249 Генеральной Ассамблеи ООН, озаглавленной «Поощрение межрелигиозного и межкультурного диалога, взаимопонимания и сотрудничества на благо мира», Ассамблея приветствовала Бакинскую декларацию, принятую на VII Глобальном форуме Альянса цивилизаций ООН под девизом «Сосуществование в инклюзивных обществах: вызов и цель», прошедшем в Баку 25-27 апреля 2016 г.

### 72 сессия Генеральной Ассамблеи
17 сентября 2017 года в рамках 72-й сессии Генеральной Ассамблеи ООН прошло мероприятие высокого уровня "Поддержка политической декларации относительно реформ ООН", где также участвовал Ильхам Алиев.
18 сентября президент Азербайджана встретился в Нью-Йорке с председателем Фонда этнического взаимопонимания США раввином Марком Шнайером и рядом религиозных деятелей евангельских христиан. 
19 сентября Азербайджан также поддержал политическую предложенную США декларацию о реформе ООН.
20 сентября в Нью-Йорке состоялось официальное открытие 72-й сессии Генеральной Ассамблеи ООН, где с речью выступил И.Алиев.
В этот же день президент Азербайджана встретился в Нью-Йорке с генеральным секретарем ООН Антонио Гутеррешем.

## Сотрудничество с другими организациями ООН
Азербайджан тесно сотрудничает и с другими организациями ООН:
- Программа развития ООН,
- Организация ООН по вопросам образования, науки и культуры (ЮНЕСКО),
- Детский фонд ООН (ЮНИСЕФ),
- Всемирная организация здравоохранения (ВОЗ),
- Верховный комиссариат ООН по делам беженцев,
- Женский фонд ООН (ЮНИФЕМ),
- Организация ООН по промышленному развитию (ЮНИДО),
- Международное агентство по атомной энергии (МАГАТЭ),
- Организация договора о всеобъемлющем запрещении ядерных испытаний (ОДВЗЯИ).

Во время участия на заседании Генеральной Ассамблеи ООН в сентябре 1994 года Гейдар Алиев подписал "Соглашение о сотрудничестве с ЮНИСЕФ", основной целью которой стало облегчение положения детей и подростков-беженцев и вынужденных переселенцев. В периоды 1995-1997 и 1998-2000 годы Азербайджан был членом Исполнительного Комитета ЮНИСЕФ.
В 1994 году по распоряжению президента была создана национальная комиссия Азербайджана при ЮНЕСКО с целью оказания содействия стране в развитии таких областей, как образование, наука и культура.
С 1993 года Управление Верховного комиссара ООН по делам беженцев осуществляет широкую деятельность в Азербайджане и проводит значительные меры по оказанию гуманитарной помощи азербайджанцам: беженцам и вынужденным переселенцам.

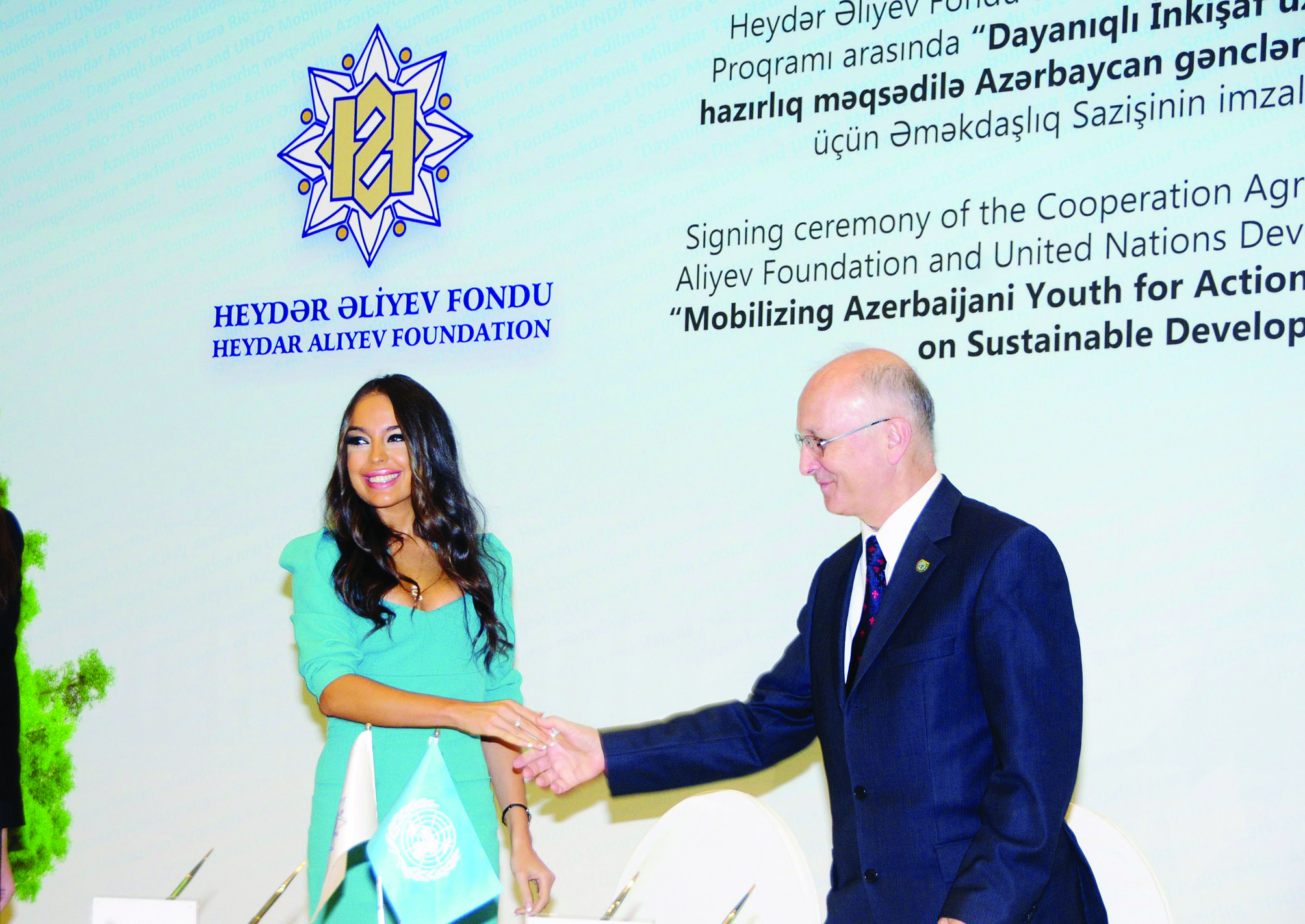

- В 2000-2002 годы Азербайджанская Республика была членом Комиссии ООН по положению женщин
- В 2002-2004 годы - Комиссии ООН по устойчивому развитию
- В 2003-2005 годы – Экономического и Социального Совета (ЭКОСОС).

21 октября 2011 года в Баку вице-президент Фонда Гейдара Алиева Лейла Алиева и резидент-координатор ООН в Азербайджане Фикрет Акчура подписали меморандум намерений о сотрудничестве Фонда Г.Алиева и Программы развития ООН.По итогам тайного голосования, 24 октября 2011 года на заседании Генеральной ассамблеи ООН Азербайджан избран новым непостоянным членом, представляющим в Совете Безопасности регион Восточной Европы в 2012-2013 годах.
14 июня 2016 года на проведенных в Генеральной ассамблее ООН выборах Экономического и социального совета ООН из принявших участие в голосовании 184 государств 176 проголосовали за Азербайджан. Таким образом, Азербайджан был избран в члены Экономического и социального совета ООН (ECOSOC) на 2017-2019 годы.
19 января 2017 года в Баку состоялось первое заседание управляющего комитета в связи с Рамочным документом о партнерстве ООН и Азербайджана (UNAPF) на 2016-2020 годы. Были созданы три совместные рабочие группы из представителей ООН и правительства Азербайджана.
18 октября 2019 года между Фондом Гейдара Алиева и Детским фондом ООН, ЮНИСЕФ был подписан Меморандум о взаимопонимании, который предусматривает реализацию различных проектов в области инклюзивности и развития раннего периода детства до конца 2020 года.
В марте 2020 года правительство Азербайджанской Республики с целью внесения вклада в усилия мирового сообщества по предотвращению риска распространения инфекции коронавируса в мире приняло решение оказать добровольную финансовую помощь в размере 5 млн долларов США Фонду под названием "Обращение COVID-19" в рамках "Плана стратегической подготовки и ответа" ВОЗ. 11 мая того же года Азербайджан и ВОЗ подписали донорское соглашение, в рамках которого было запланировано использовать выделенные Азербайджаном 5 млн долларов США для стран-членов ДН из Африки, Азии и Латинской Америки.

## См.также
- Азербайджан
- Организация Объединённых Наций
- Государства — члены ООН
- Совет Безопасности ООН
- Генеральная Ассамблея ООН
- Минская группа ОБСЕ, Карабахский конфликт
- Резолюции Генеральной Ассамблеи ООН
- Резолюция Генеральной Ассамблеи ООН 48114
- Резолюция Генеральной Ассамблеи ООН 62/243

## Внешние ссылки
- The United Nations and the Armenia-Azerbaijan Conflict: Back to the Basics Архивная копия от 12 февраля 2021 на Wayback Machine
- Официальная страница Организации Объединённых Наций Архивная копия от 23 сентября 2017 на Wayback Machine
- Официальная страница Генеральная Ассамблея ООН Архивная копия от 20 марта 2014 на Wayback Machine
- Официальная страница Совета Безопасности ООН Архивная копия от 24 сентября 2017 на Wayback Machine
- Permanent Mission of the Republic of Azerbaijan to the United Nations Office and other International Organizations in Geneva Архивная копия от 23 сентября 2017 на Wayback Machine
- United Nations in Azerbaijan